# Campionati del mondo di atletica leggera 2022 - Lancio del giavellotto maschile
La gara del lancio del giavellotto maschile dei campionati del mondo di atletica leggera 2022 si è svolta tra il 21 e il 23 luglio all'Hayward Field di Eugene, negli Stati Uniti d'America.

## Podio
| Pos.    | Atleta          | Nazionalità | Misura  |
| ------- | --------------- | ----------- | ------- |
| Oro     | Anderson Peters | Grenada     | 90,54 m |
| Argento | Neeraj Chopra   | India       | 88,13 m |
| Bronzo  | Jakub Vadlejch  | Rep. Ceca   | 88,09 m |

## Situazione pre-gara

### Record
Prima di questa competizione, il record del mondo (RM) e il record dei campionati (RC) erano i seguenti.
| Record                | Prestazione | Atleta                | Data                            | Competizione  |
| --------------------- | ----------- | --------------------- | ------------------------------- | ------------- |
| Record mondiale       | 98,48 m     | Jan Železný Rep. Ceca | 25 maggio 1996 Jena, Germania   |               |
| Record dei campionati | 92,80 m     | Jan Železný Rep. Ceca | 12 agosto 2001 Edmonton, Canada | Mondiali 2001 |

### Campioni in carica
I campioni in carica, a livello mondiale e olimpico, erano:
| Campione | Atleta                  | Prestazione | Data                          | Competizione         |
| -------- | ----------------------- | ----------- | ----------------------------- | -------------------- |
| Olimpico | Neeraj Chopra India     | 87,58 m     | 7 agosto 2021 Tokyo, Giappone | Giochi olimpici 2021 |
| Mondiale | Anderson Peters Grenada | 86,89 m     | 6 ottobre 2019 Doha, Qatar    | Mondiali 2019        |

### La stagione
Prima di questa gara, gli atleti con le migliori tre prestazioni dell'anno erano:
| Pos. | Atleta                   | Prestazione | Data                             |
| ---- | ------------------------ | ----------- | -------------------------------- |
| 1    | Anderson Peters Grenada  | 93,07 m     | 13 maggio 2022 Doha, Qatar       |
| 2    | Jakub Vadlejch Rep. Ceca | 90,88 m     | 13 maggio 2022 Doha, Qatar       |
| 3    | Neeraj Chopra India      | 89,94 m     | 30 giugno 2022 Stoccolma, Svezia |

## Risultati

### Qualificazione
Qualificazione: gli atleti che raggiungono i 83,50 m (Q) o le migliori 12 misure (q).
| Pos. | Gruppo | Atleta              | Nazionalità       | 1ª prova | 2ª prova | 3ª prova | Misura | Note |
| ---- | ------ | ------------------- | ----------------- | -------- | -------- | -------- | ------ | ---- |
| 1    | B      | Anderson Peters     | Grenada           | 89,91    |          |          | 89,91  | Q    |
| 2    | A      | Neeraj Chopra       | India             | 88,39    |          |          | 88,39  | Q    |
| 3    | B      | Julian Weber        | Germania          | 87,28    |          |          | 87,28  | Q    |
| 4    | A      | Jakub Vadlejch      | Rep. Ceca         | 85,23    |          |          | 85,23  | Q    |
| 5    | A      | Ihab Abdelrahman    | Egitto            | 77,34    | 83,41    | x        | 83,41  | q    |
| 6    | B      | Oliver Helander     | Finlandia         | 82,41    |          |          | 82,41  | q    |
| 7    | A      | Genki Dean          | Giappone          | 79,26    | 79,33    | 82,34    | 82,34  | q    |
| 8    | A      | Curtis Thompson     | Stati Uniti       | 81,73    | 81,50    | x        | 81,73  | q    |
| 9    | B      | Arshad Nadeem       | Pakistan          | 76,15    | 74,38    | 81,71    | 81,71  | q    |
| 10   | B      | Andrian Mardare     | Moldavia          | 80,83    | 79,41    | x        | 80,83  | q    |
| 11   | B      | Rohit Yadav         | India             | 80,42    | x        | 77,32    | 80,42  | q    |
| 12   | A      | Lassi Etelätalo     | Finlandia         | 75,41    | 79,40    | 80,03    | 80,03  | q    |
| 13   | B      | Patriks Gailums     | Lettonia          | 75,49    | 75,63    | 79,66    | 79,66  |      |
| 14   | B      | Julius Yego         | Kenya             | 79,60    | 75,33    | 76,41    | 79,60  |      |
| 15   | A      | Rolands Štrobinders | Lettonia          | 77,83    | 76,50    | 79,39    | 79,39  |      |
| 16   | A      | Keshorn Walcott     | Trinidad e Tobago | x        | 78,87    | 76,63    | 78,87  |      |
| 17   | B      | Manu Quijera        | Spagna            | 76,53    | 78,61    | 78,29    | 78,61  |      |
| 18   | A      | Toni Keränen        | Finlandia         | 76,13    | 78,52    | x        | 78,52  |      |
| 19   | B      | Kenji Ogura         | Giappone          | 78,48    | 75,22    | 77,20    | 78,48  |      |
| 20   | A      | David Carreon       | Messico           | 77,61    | 76,79    | 76,80    | 77,61  |      |
| 21   | B      | Cameron McEntyre    | Australia         | 65,72    | x        | 77,50    | 77,50  |      |
| 22   | B      | Leandro Ramos       | Portogallo        | 77,34    | 76,27    | 72,48    | 77,34  |      |
| 23   | A      | Johan Grobler       | Sudafrica         | 76,30    | 73,74    | x        | 76,30  |      |
| 24   | B      | Tim Glover          | Stati Uniti       | x        | 75,68    | 73,10    | 75,68  |      |
| 25   | A      | Alexandru Novac     | Romania           | 75,12    | 74,34    | 75,20    | 75,20  |      |
| 26   | A      | Cruz Hogan          | Australia         | 69,74    | 73,03    | x        | 73,03  |      |
| 27   | B      | Ethan Dabbs         | Stati Uniti       | x        | 72,81    | 72,35    | 72,81  |      |
|      | A      | Andreas Hofmann     | Germania          | x        | x        | x        | nm     |      |

### Finale
| Pos.    | Atleta           | Nazionalità | 1ª prova | 2ª prova | 3ª prova | 4ª prova | 5ª prova | 6ª prova | Misura | Note                                     |
| ------- | ---------------- | ----------- | -------- | -------- | -------- | -------- | -------- | -------- | ------ | ---------------------------------------- |
| Oro     | Anderson Peters  | Grenada     | 90,21    | 90,46    | 87,21    | 88,11    | 85,83    | 90,54    | 90,54  |                                          |
| Argento | Neeraj Chopra    | India       | x        | 82,39    | 86,37    | 88,13    | x        | x        | 88,13  |                                          |
| Bronzo  | Jakub Vadlejch   | Rep. Ceca   | 85,52    | 87,23    | 88,09    | 83,48    | 81,31    | 82,88    | 88,09  |                                          |
| 4       | Julian Weber     | Germania    | 86,86    | 71,88    | 73,00    | x        | 81,76    | 83,53    | 86,86  |                                          |
| 5       | Arshad Nadeem    | Pakistan    | x        | 75,13    | 82,05    | 86,16    | 83,63    | x        | 86,16  | Miglior prestazione personale stagionale |
| 6       | Lassi Etelätalo  | Finlandia   | 78,27    | 82,70    | x        | -        | 80,71    | 80,99    | 82,70  | Miglior prestazione personale stagionale |
| 7       | Andrian Mardare  | Moldavia    | 79,55    | x        | 82,26    | 79,42    | 81,07    | x        | 82,26  |                                          |
| 8       | Oliver Helander  | Finlandia   | x        | x        | 82,24    | x        | x        | x        | 82,24  |                                          |
| 9       | Genki Dean       | Giappone    | 77,81    | x        | 80,69    |          |          |          | 80,69  |                                          |
| 10      | Rohit Yadav      | India       | 77,96    | 78,05    | 78,72    |          |          |          | 78,72  |                                          |
| 11      | Curtis Thompson  | Stati Uniti | 78,39    | x        | x        |          |          |          | 78,39  |                                          |
| 12      | Ihab Abdelrahman | Egitto      | x        | 72,76    | 75,99    |          |          |          | 75,99  |                                          |